# Бендерська Валентина Володимирівна
Бендерська Валентина Володимирівна (нар. 12 травня 1955, Бердичів, Житомирська область, Україна) – український музикант, поет, перекладач, Відмінник народної освіти України, лауреат премії імені Володимира Набокова Інтернаціонального Союзу Письменників за 2018 рік. Цього ж року удостоєна звання «Віртуоз словесності» Міжнародної Гільдії Письменників.

## Біографія
З 1957 до 1969 року разом з батьками жила в місті Кемерово (Західний Сибір, РФ), навчалася в загальноосвітній школі №25 та музичній школі №2 Кіровського району. Після повернення до Бердичева продовжила навчання в ЗОШ №9 та міській музичній школі.
У 1970 році вступила до Житомирського музичного училища ім. В.С. Косенка, яке закінчила з відзнакою. У 1981 році з відзнакою закінчила Київський національний університет культури і мистецтв також з відзнакою.
У 1981 році разом з чоловіком Михайлом Бендерським (2 травня1946 - 2 лютого1985) заснувала у м. Житомирі  хорову студію «Струмочок». Репертуар колективу складався з класичних, духовних, українських народних творів, творів народів світу та сучасних композиторів. Спільно з Житомирським обласним музично-драматичним театром ім. І. Кочерги була поставлена опера Б. Бріттена «Маленький сажотрус».
Ініціювала та організувала  міжнародний хоровий фестиваль «Струмочок» скликає друзів».
З 1988 року колектив «Струмочок» носить звання «Зразковий», є лауреатом обласної премії імені поета М. Шпака, багатьох дитячих хорових республіканських і міжнародних конкурсів та фестивалів, гастролював багатьма містами України та за кордоном. Наразі його очолюють учениці Валентини Бендерської.
Автор оригінальної методики викладання теорії музики і сольфеджіо на основі цифрового релятиву, підготувала до друку підручник із сольфеджіо та теорії музики.
З 1997 року мешкає в Ізраїлі. Понад 10 років пропрацювала в Тель-Авівському оперному театрі музичним бібліотекарем. Паралельно займалась вокалом, працюючи над сольними дисками зі своєю донькою Світланою, відомою в Ізраїлі під сценічним псевдонімом Пандора. Дружина поетаЛеоніда Колганова.

## Творчість
Член Міжнародної Гільдії Письменників (2015), Міжнародного Союзу письменників Єрусалиму(2016), почесний член спілки незалежних письменників Болгарії (2019). Певний час входила до Союзу російськомовних письменників Ізраїлю. Ініціатор і організатор Всеізраїльського поетичного клубу «ПоВтор» у Тель-Авіві, яким керувала спільно з чоловіком Леонідом Колгановим. У межах роботи клубу організовує Міжнародні поетичні телемости «Поезія без кордонів». Ініціювала і виступила укладачем альманаху «Свиток 34» за матеріалами цих телемостів.
Друкується в журналах Союзу Російськомовних Письменників Ізраїлю, Міжнародної Гільдії Письменників, Міжнародної Спілки Письменників Єрусалиму, таких як «Новий Ренесанс», «Співзвуччя муз», «Хрестовий перевал», «Під ерою Водолія», «Південь (Юг)», «Літературний Єрусалим» та інших. Чимала кількість її віршів перекладені українською, польською, болгарською, німецькою, англійською мовами.
Часто навідується до рідної України. Щоразу проводить майстер-класи за своєю методикою, виступає на творчих зустрічах, вечорах, презентаціях, бере активну участь в культурному житті рідного краю.
Автор поетичних збірок «Фрейя» (2012), «Вірші з кошика для сміття» (2013), «Асфоделі непізнаний профіль» (2015), співавтор книги поезій «Викрутаси ейдоса» (2017) спільно з чоловіком Леонідом Колгановим., «Любов-Крисолов» (2019), «П'ятикнижжя» (2020) переклади українською Олени Корж ,«Passacaglia» (2023),   Згенерувала ідею, доклалася до втілення і осібно до видання друком антології поетів Житомирщини «ПАРК Шодуара (Поетична Антологія Рідного Краю Шодуара)» (2018).

## Вірші в журналах та альманахах
Журнал «Артикль»
1. Бендерская В. Тель-Авивские вариации / Валентина Бендерская // Артикль. – 2018. – № 40 (8), декабрь. – Режим доступу: https://www.sunround.com/Artikl/40/BENDER.html [Архівовано 3 січня 2020 у Wayback Machine.]
2. «Новый Ренессанс» : журнал Международной Гильдии Писателей. – Германия : STELLA
3. Бендерская В. Одиночества нет у души ; Я свободна… / Валентина Бендерская // 2015. – № 4 (22). – С. 5. – ISBN 978-3-95772-005-9. – Режим доступу: http://ingild.com/novyiy-renessans-4-22-2015/ [Архівовано 31 січня 2020 у Wayback Machine.]
4. Бендерская В. Опять цветенье замело… : из цикла «Неопалимая купина» / Валентина Бендерская // Новый Ренессанс. – 2016. – № 1/23. – С. 20. – I SBN 978-3-95772-105-1. – Режим доступу: https://ingild.com/novyiy-renessans-1-23-2016/ [Архівовано 31 січня 2020 у Wayback Machine.]
5. Бендерская В. Круговорот / Валентина Бендерская // Новый Ренессанс. – 2016. – № 3/25. – С. 22. – ISBN 978-3-95772-081-8. – Режим доступу: https://ingild.com/novyiy-renessans-325-2016/ [Архівовано 11 травня 2021 у Wayback Machine.]
6. Бендерская В. Страсти по Венеции / Валентина Бендерская // Новый Ренессанс. – 2016. – №4/26. – С. 10. – ISBN 978-3-95772-090-0. – Режим доступу: https://ingild.com/novyiy-renessans-4-26-2016/ [Архівовано 31 січня 2020 у Wayback Machine.]
7. Бендерская В. Мартовским белым цветеньем… : из цикла «Неопалимая купина» / Валентина Бендерская // Новый Ренессанс : журнал МГП. – Германия : STELLA, 2017. – № 1 (27) – С. 21. – ISBN 978-3-95772-105-1. – Режим доступу: https://ingild.com/novyiy-renessans-1-27-2017/ [Архівовано 31 січня 2020 у Wayback Machine.]
8. Бендерская В. Масада / Валентина Бендерская // Новый Ренессанс – 2017. – № 2 (28) – С. 20. – Режим доступу: https://ingild.com/2-28-2017/ [Архівовано 1 липня 2019 у Wayback Machine.]
9. Бендерская В. Колдунья-осень / Валентина Бендерская // Новый Ренессанс – 2017. – № 3 (29) – С. 25. – Режим доступу: https://ingild.com/3-29-2017/ [Архівовано 16 серпня 2019 у Wayback Machine.]
10. Бендерская В. Praeventus / Валентина Бендерская // Новый Ренессанс – 2017. – № 4 (30) – С. 25. – Режим доступу: https://ingild.com/4_30_2017/ [Архівовано 16 серпня 2019 у Wayback Machine.]
11. Бендерская В. Не о тебе моя печаль / Валентина Бендерская // Новый Ренессанс – 2018. – № 1 (31) – С. 6. – ISBN 978-3-95772-132-7. – Режим доступу: https://ingild.com/n-renessans-1-31-2018/ [Архівовано 31 січня 2020 у Wayback Machine.]
12. Бендерская В. Запутался ветер в моих волосах… ; В левом окне – орех… / Валентина Бендерская // Новый Ренессанс – 2018. – № 2 (32) – С. 19-20. – Режим доступу: https://ingild.com/n-renessans-2-32-2018/ [Архівовано 16 серпня 2019 у Wayback Machine.]
13. Бендерская В. Было ли? Может, и не было вовсе… / Валентина Бендерская // Новый Ренессанс – 2018. – № 3 (33) – С. 14. – ISBN 978-3-95772-152-5. – Режим доступу: https://ingild.com/n-renessans-3-33-2018/ [Архівовано 31 січня 2020 у Wayback Machine.]
14. Бендерская В. Авитоминоз любви… / Валентина Бендерская // Новый Ренессанс – 2018. – № 4 (34) – С. 22. – ISBN 978-3-95772-152-5. – Режим доступу: https://ingild.com/n-renessans-4-34-2018/ [Архівовано 31 січня 2020 у Wayback Machine.]
15. Журнал «Литературный Иерусалим» - издание Международного Союза Писателей Иерусалима
16. Бендерская В. Нет у души одиночества : [добірка віршів] / Валентина Бендерская // Литературный Иерусалим. – 2017. – № 14 – ISBN 978-965-7209-21-11-2. – Режим доступу: https://www.promegalit.ru/numbers/literaturnyj-ierusalim_2017_14.html [Архівовано 31 січня 2020 у Wayback Machine.]
17. Бендерская В. Незабудки : [добірка віршів] / Валентина Бендерская // Литературный Иерусалим. – 2018. – № 16. – ISBN 978-965-7209-21-11-4. – Режим доступу: https://www.promegalit.ru/numbers/literaturnyj-ierusalim_2018_16.html [Архівовано 31 січня 2020 у Wayback Machine.]
18. Бендерская В. Затишье : [добірка віршів] / Валентина Бендерская // Литературный Иерусалим. – 2018. – № 17. – ISBN 978-965-7209-21-11-5. – Режим доступу: https://www.promegalit.ru/public/20304_valentina_benderskaja_zatishe.html [Архівовано 31 січня 2020 у Wayback Machine.]
19. Бендерская В. Клякса : [добірка віршів] / Валентина Бендерская // Литературный Иерусалим. – 2018. – № 18. – ISBN 978-965-7209-21-11-6. – Режим доступу: https://www.promegalit.ru/public/20870_valentina_benderskaja_kljaksa.html [Архівовано 31 січня 2020 у Wayback Machine.]
20. Бендерская В. Клякса : [добірка віршів] / Валентина Бендерская // Литературный Иерусалим. – 2019. – № 19. – ISBN 978-965-7209-21-11-7

Журнал «Світло спілкування»
Бендерська В. Цикл «Українська рапсодія» : з поетичного зб. «Викрутаси ейдоса» / Валентина Бендерська // Світло спілкування. – 2018. – № 25. – С. 51-52.

## Про життя та творчість В. В. Бендерської
1. Валентина Бендерська : [біограф. довідка] // Світло спілкування. – 2018. – № 25. – С. 52.
2. Бовкун С. 144 автори – в одній книзі! : побачила світ найповніша антологія поетів Житомирщини / Сергій Бовкун // Житомирщина. – 2018. – 19 жовт. (№ 75). – С. 9. – Рец. на кн.: ПАРК Шодуара : поетична антологія рідного краю. – Житомир : О. О. Євенок, 2018. – 420 с.
3. Грицюк Ю. «Ручейку» исполнилось 20 лет / Юлия Грицюк // Місто. – 2002. – 4 квіт.
4. Данчук Л. Бендерська Валентина Володимирівна // Данчук, Л. Таланти Житомирського краю : життя і творчість митців / Л. І. Данчук, Ф. М. Дерев’янко. – Житомир : Полісся, 1997. – С. 89.
5. Знакомьтесь, член МГП Валентина Бендерская // Новый Ренессанс : журнал Международной Гильдии Писателей. – Германия : STELLA, 2015. – №3/21, - С. 8. – Режим доступу: https://ingild.com/novyiy-renessans-3-21-2015/ [Архівовано 31 січня 2020 у Wayback Machine.]
6. Колганов Л. «За боль разрыва по живому» : [о кн. стихов В. Бендерской «Выкрутасы эйдоса»] / Леонид Колганов // Родная словесность в современном культурном и образовательном пространстве : сбор. науч. тр. ; Вып. 8[14]. – Тверь, 2018. – С. 67-69. – SBIN978-5-7609-1385-2.
7. Мартинюк М. Долі, пов’язані з Бердичевом / Мілада Мартинюк. – Житомир : Волинь, 2009. – С. 10-11.
8. Мартинюк М. Історія Бердичева в обличчях / Мілада Мартинюк. – Житомир : Рута, 2014. – С. 23-24. – SBIN978-617-581-186-3.
9. Пастушенко В. «Струмочок» з’єднує покоління / Валентина Пастушенко // Місто. – 2010. – 13 трав. (№ 18). – С. 6.
10. Сигалов А. Валентина Бендерская. Эскалация творчества / Анатолий Сигалов // Новый Ренессанс – 2018. – № 1 (31) – С. 25-26. – ISBN 978-3-95772-132-7. – Режим доступу: https://ingild.com/n-renessans-1-31-2018/ [Архівовано 31 січня 2020 у Wayback Machine.]
11. Хор «Струмочок» : буклет / Центр дитячої творчості. – Житомир, 1991.
12. Художественные образцовые коллективы : буклет. – Житомир : Облполиграфиздат, 1988.
13. https://ingild.com/valentyna-benderski-1955/